# ANIMA (federazione)
ANIMA, ovvero Federazione delle associazioni nazionali dell'industria meccanica varia e affine, è una federazione di associazioni di categoria aderente a Confindustria.

## Storia
ANIMA nasce a Milano il 14 febbraio 1914. Fra i fondatori anche Giovanni Silvestri, primo presidente di ANIMA e in seguito presidente di Confindustria (1919-1920), che scrive: «La nostra Associazione, sorta all'inizio del 1914, […] fu allora creata da un ben piccolo nucleo di industriali; eravamo solamente in 33». Nel 2013 le aziende associate sono 1000, all'interno di un comparto che in Italia occupa 200000 addetti per un fatturato totale di 41,4 miliardi di euro collocati per il 56% sui mercati esteri
ANIMA rappresenta settori che spaziano da: macchine e impianti per la produzione di energia, per l'industria chimica e petrolifera, montaggio impianti industriali, logistica e movimentazione delle merci, tecnologie e attrezzature per prodotti alimentari, tecnologie e prodotti per l'industria, impianti, macchine e prodotti per l'edilizia, macchine e impianti per la sicurezza dell'uomo e dell'ambiente, costruzioni metalliche in genere. Ha la funzione preminente di promuovere e tutelare gli interessi collettivi della categoria, che rappresenta istituzionalmente nei confronti di terzi.
A livello europeo ANIMA è membro attivo di Orgalime, e dal 1º gennaio 2013 al 18 novembre 2015 Sandro Bonomi (dal 2008 al 2014 alla guida di Anima), è stato contemporaneamente eletto presidente di Orgalime.
Nel gennaio 1919 nasce la rivista ufficiale della Federazione ANIMA, L'Industria Meccanica, oggi magazine bimestrale e rivista online, con l'originario scopo di informare gli associati dei fatti importanti vissuti dal settore.
(Giovanni Silvestri, dall'editoriale del primo numero di "L'Industria Meccanica", gennaio 1919)

## Presidenti di ANIMA
- 1914 - 1919 Giovanni Silvestri
- 1920 - 1925 Giuseppe Monacelli Lattanzi
- 1926 - 1929 Guido Sagramoso
- 1930 - 1933 Giuseppe Monacelli Lattanzi
- 1934            Antonio Stefano Benni
- 1935 - 1938 Giuseppe Mazzini
- 1938 - 1945 Ugo Sartirana
- 1945 - 1947 Carlo Vanzetti
- 1948 - 1950 Federico Jarach
- 1951 - 1955 Mario Marconi
- 1955 - 1963 Giuseppe Briotti
- 1963 - 1972 Luca Panizza
- 1972 - 1978 Carletto Grondona
- 1978 - 1984 Luciano Dall'Orto
- 1984 - 1994 Luigi Cazzaniga
- 1994 - 2000 Enrico Massimo Carle
- 2000 - 2006 Savino Rizzio
- 2006 - 2008 Ettore Riello
- 2008 - 2014 Sandro Bonomi
- 2015 - 2019 Alberto Caprari
- 2019 - 2024 Marco Nocivelli
- 2024 - attuale Pietro Almici